# Biella
Biella este un oraș în regiunea nordică Piemont din Italia. Este situat la aproximativ 80 de kilometri nord-est de Torino și la aproximativ 80 de kilometri vest-nord-vest de Milano. În anul 2017 avea 44.616 locuitori.

## Poziția geografică
Biella se află la poalele munților Alpi, în zona muntelui Bo, lângă munții Mucrone și Camino, o zonă bogată în izvoare și lacuri, centrul Alpilor Biellesei fiind străbătută de câteva cursuri montane de apă: Elvo, la vest de oraș, Oropa și Cervo la est.

## Turism
Atracțiile turistice naturale și notabile din apropiere includ: punctul de observație Zegna, stațiunea de schi Bielmonte, rezervația naturală Burcina și mlaștinile din sudul orașului. Sanctuarul din Oropa este un loc al pelerinajelor religioase. În 2003, Muntele Sacru din Oropa a fost introdus de UNESCO în Lista Patrimoniului Mondial.

## Demografie
Biella - evoluția demografică

|  | Graficele sunt indisponibile din cauza unor probleme tehnice. Mai multe informații se găsesc la Phabricator și la wiki-ul MediaWiki. |

Date: Recensăminte sau birourile de statistică - grafică realizată de Wikipedia

## Persoane notabile legate de Biella
- Tavo Burat, 1932 - 2009, poet și jurnalist.